# Själdret (Föllinge socken, Jämtland)
Själdret är en sjö i Krokoms kommun i Jämtland och ingår i Indalsälvens huvudavrinningsområde. Sjön har en area på 0,159 kvadratkilometer och ligger 436,1 meter över havet. Sjön avvattnas av vattendraget Åkerån.

## Delavrinningsområde
Själdret ingår i det delavrinningsområde (706352-142431) som SMHI kallar för Utloppet av Själdret. Medelhöjden är 465 meter över havet och ytan är 6,64 kvadratkilometer. Räknas de 7 avrinningsområdena uppströms in blir den ackumulerade arean 198,94 kvadratkilometer. Åkerån som avvattnar avrinningsområdet har biflödesordning 3, vilket innebär att vattnet flödar genom totalt 3 vattendrag innan det når havet efter 252 kilometer. Avrinningsområdet består mestadels av skog (68 procent) och sankmarker (23 procent). Avrinningsområdet har 0,35 kvadratkilometer vattenytor vilket ger det en sjöprocent på 5,2 procent.